# Nikola Tesla's Night of Terror
"Nikola Tesla's Night of Terror" é o quarto episódio da 12.ª temporada da série de ficção científica britânica Doctor Who, transmitido originalmente através da BBC One em 19 de janeiro de 2020. Foi escrito por Nina Metivier e dirigido por Nida Manzoor.
O episódio apresenta Jodie Whittaker como a Décima terceira Doutora, ao lado de Bradley Walsh, Tosin Cole e Mandip Gill como seus acompanhantes, Graham O'Brien, Ryan Sinclair e Yasmin Khan, respectivamente. Na história, a Doutora e seus acompanhantes se encontram com Nikola Tesla e Thomas Edison e eles precisam lidar com uma invasão alienígena que busca levar Tesla.

## Enredo
Nas Cataratas do Niágara em 1903, Nikola Tesla não consegue investidores para o seu sistema de transmissão de energia sem fio, já que ele é visto como perigoso e louco. Depois de trabalhar até tarde consertando seu gerador, ele se depara com uma esfera flutuante. Sentindo-se ameaçado, ele corre com sua assistente, Dorothy Skerritt, enquanto uma figura encapuzada atira neles. A Doutora chega a tempo de ajudá-los a escapar a bordo de um trem para a cidade de Nova Iorque depois de desconectar seu carro do resto da composição.
Em Nova Iorque, o grupo encontra manifestantes que esperam do lado de fora do laboratório de Tesla, tendo sido instigados a ficar com medo dele e suas invenções por seu concorrente, Thomas Edison. A Doutora identifica o orbe como um orbe de Thassa, projetado para compartilhar conhecimento, mas reaproveitado por uma causa desconhecida. Depois de localizar um espião de Edison, a Doutora, Graham e Ryan visitam a oficina dele, suspeitando que Edison esteja por trás do ataque a Tesla. A figura encapuzada chega ao laboratório de Edison e eletrocuta fatalmente todos na oficina antes de persegui-lo. O grupo escapa e aprisiona uma das criaturas em um anel químico de fogo, mas esta escapa por teletransporte. A Doutora tenta avisar Tesla e Yaz ao voltar ao laboratório, mas os dois são capturados e transportados para uma nave alienígena invisível acima da cidade. A rainha dos Skithra exige que eles consertem sua nave. Quando Tesla se recusa, a rainha ameaça matar Yaz, mas a Doutora se teletransporta para a nave a tempo de salva-la. Ela descobre que espaçonave dos Skithra é apenas uma coleção de peças roubadas de várias espécies e os Skithra usam outras pessoas para fazer seu trabalho por elas. A raça também escolheu Tesla como seu "engenheiro", porque ele conseguiu descobrir o sinal deles enquanto trabalhava em seu sistema de energia sem fio.
A Doutora consegue teletransportar ela, Yaz e Tesla de volta ao laboratório de Wardenclyffe deste último. A Doutora avisa a rainha para ir embora, mas ela se recusa, ameaçando que caso Tesla não se entregue, ela destruirá a Terra. Enquanto Tesla e a Doutora conectam a TARDIS para ajudar a alimentar a Torre Wardenclyffe de Tesla, Graham, Ryan, Yaz, Dorothy e Edison se protegem contra a invasão Skithra, que são parecidos com  escorpiões. A Torre é ativada e raios elétricos disparam contra a nave Skithra, forçando-a a deixar o planeta. Yaz fica desapontada ao aprender com a Doutora que, embora Tesla tenha sido reconhecido por ajudar a salvar a Terra, sua reputação no futuro permaneceu inalterada.

## Produção
"Nikola Tesla's Night of Terror" foi escrito por Nina Metivier e dirigido por Nida Manzoor.
Robert Glenister e Goran Višnjić foram escalados para o episódio, aparecendo como Thomas Edison e Nikola Tesla, respectivamente. Anjli Mohindra, que havia interpretado Rani Chandra no spin-off de Doctor Who, The Sarah Jane Adventures, interpretou a rainha Skithra neste episódio. Mais atores foram anunciados no volume 547 da Doctor Who Magazine no início de janeiro de 2020.
Os cenários de Nova Iorque de 1903 foram filmados no Nu Boyana Film Studios em Sófia, Bulgária.

## Transmissão e recepção
| Críticas profissionais            | Críticas profissionais |
| Pontuações agregadas              | Pontuações agregadas   |
| Fonte                             | Avaliação              |
| --------------------------------- | ---------------------- |
| Rotten Tomatoes (Pontuação Média) | 89%                    |
| Rotten Tomatoes (Tomatometer)     | 7/10                   |
| Avaliações da crítica             |                        |
| Fonte                             | Avaliação              |
| The A.V. Club                     | B+                     |
| Entertainment Weekly              | B                      |
| Radio Times                       | [ 11 ]                 |
| The Independent                   | [ 12 ]                 |
| The Telegraph                     | [ 13 ]                 |

"Nikola Tesla's Night of Terror" foi exibido originalmente na BBC One em 19 de janeiro de 2020. O episódio foi assistido por 5,20 milhões de espectadores;[carece de fontes?] no dia de sua exibição, foi o sexto programa mais assistido do dia no Reino Unido.
O episódio possui uma taxa de aprovação de 89% no Rotten Tomatoes e uma média de 7/10 com base em 18 avaliações. O consenso crítico do site diz: "Se vazio de significado, 'Nikola Tesla's Night of Terror' ainda é uma brincadeira histórica agradável que se beneficia muito com a química crepitante de Jodie Whittaker e do ator convidado Goran Višnjić".